# Ragazzo inadeguato
Ragazzo inadeguato è un singolo di Max Pezzali, il secondo estratto dall'album Max 20, pubblicato il 20 settembre 2013.

## La canzone
Inizialmente annunciato per il 12 settembre, la data di pubblicazione del singolo è stata poi posticipata al 20 settembre. Il suo titolo è stato mantenuto nascosto sino al 19 settembre, quando è trapelata la notizia che il secondo singolo estratti da Max 20 sarebbe stato difatti Ragazzo inadeguato.
Parlando del brano, Max Pezzali ha detto:

## Video musicale
Il singolo è stato anticipato da un lyric video il 19 settembre 2013, realizzato da Mauro Pittarello (che realizzò anche quello per L'universo tranne noi). Il video ufficiale per il brano, diretto da Gaetano Morbioli, è stato invece pubblicato in anteprima su Corriere.it il 13 ottobre 2013. Il video (oltre ad avere dei rimandi con il video di Uno in più soprattutto per l'ambientazione del divano, di cui sempre Morbioli fu il regista) vede la partecipazione, sia con alcuni spezzoni del film che con nuove riprese realizzate con Pezzali, di Paolo Ruffini, Frank Matano, Guglielmo Scilla, Luca Peracino e Andrea Pisani, protagonisti del film Fuga di cervelli, di cui il brano fa da colonna sonora.

## Formazione
- Max Pezzali – voce
- Sergio Maggioni – chitarra, programmazione
- Luca Serpenti – basso, programmazione

## Classifiche
| Classifica (2013)         | Posizione massima |
| ------------------------- | ----------------- |
| Italia                    | 78                |
| Italia (airplay)          | 75                |
| Italia (airplay italiane) | 32                |